# Braunschweiger Turn- und Sportverein Eintracht von 1895 1990-1991
Questa voce raccoglie le informazioni riguardanti il Braunschweiger Turn- und Sportverein Eintracht von 1895 nelle competizioni ufficiali della stagione 1990-1991.

## Stagione
Nella stagione 1990-1991 l'Eintracht Braunschweig, allenato da Joachim Streich e Werner Fuchs, concluse il campionato di 2. Bundesliga al 13º posto. In Coppa di Germania l'Eintracht Braunschweig fu eliminato al secondo turno dallo Schalke 04.

## Rosa
| N. |                     | Ruolo | Calciatore         |
| -- | ------------------- | ----- | ------------------ |
|    | Germania (bandiera) | P     | Mathias Hain       |
|    | Germania (bandiera) | P     | Uwe Hain           |
|    | Germania (bandiera) | P     | Oliver Lerch       |
|    | Germania (bandiera) | D     | Bernd Gorski       |
|    | Germania (bandiera) | D     | Ronald Lotz        |
|    | Germania (bandiera) | D     | Ulf-Volker Probst  |
|    | Germania (bandiera) | D     | Michael Scheike    |
|    | Germania (bandiera) | D     | Thomas Schmidt     |
|    | Germania (bandiera) | D     | Dirk Schuster      |
|    | Germania (bandiera) | C     | Carsten Alrutz     |
|    | Polonia (bandiera)  | C     | Jacek Frąckiewicz  |
|    | Germania (bandiera) | C     | Ralf Geilenkirchen |
|    | Germania (bandiera) | C     | Stefan Holze       |

| N. |                     | Ruolo | Calciatore          |
| -- | ------------------- | ----- | ------------------- |
|    | Germania (bandiera) | C     | Tino Löchelt        |
|    | Germania (bandiera) | C     | Peter Lux           |
|    | Germania (bandiera) | C     | Olaf Rose           |
|    | Germania (bandiera) | C     | Heinz-Günter Scheil |
|    | Germania (bandiera) | C     | Thomas Seeliger     |
|    | Germania (bandiera) | C     | Meik Tischler       |
|    | Germania (bandiera) | A     | Holger Aden         |
|    | Ucraina (bandiera)  | A     | Ihor Bjelanov       |
|    | Germania (bandiera) | A     | Bernd Buchheister   |
|    | Tunisia (bandiera)  | A     | Jameleddine Limam   |
|    | Germania (bandiera) | A     | Stefan Meißner      |
|    | Germania (bandiera) | A     | Andreas Pospich     |

## Organigramma societario
Area tecnica
- Allenatore: Werner Fuchs
- Allenatore in seconda: Heinz Patzig
- Preparatore dei portieri:
- Preparatori atletici:

## Calciomercato

### Sessione estiva
| Acquisti | Acquisti          | Acquisti       | Acquisti |
| R.       | Nome              | da             | Modalità |
| -------- | ----------------- | -------------- | -------- |
| C        | Peter Lux         | Dinamo Dresda  |          |
| A        | Jameleddine Limam | Standard Liegi |          |
| D        | Dirk Schuster     | Magdeburgo     |          |
| C        | Meik Tischler     | Gütersloh      |          |

| Cessioni | Cessioni      | Cessioni         | Cessioni |
| R.       | Nome          | a                | Modalità |
| -------- | ------------- | ---------------- | -------- |
| A        | Werner Dreßel | Arminia Hannover |          |
| D        | Dirk Lellek   | Osnabrück        |          |
| C        | Sándor Steidl | Újpest           |          |

### Sessione invernale
| Acquisti | Acquisti           | Acquisti            | Acquisti |
| R.       | Nome               | da                  | Modalità |
| -------- | ------------------ | ------------------- | -------- |
| A        | Ihor Bjelanov      | Borussia M'gladbach |          |
| C        | Ralf Geilenkirchen | Anversa             |          |

| Cessioni | Cessioni      | Cessioni          | Cessioni |
| R.       | Nome          | a                 | Modalità |
| -------- | ------------- | ----------------- | -------- |
| C        | Guido Naumann | Stahl Brandeburgo |          |

## Risultati

### 2. Bundesliga

#### Girone di andata
| Arbitro: | Dellwing |

|                             |           |                                        |
| Tönnies 3’, 75’ Bremser 44’ | Marcatori | 24’ Schuster 29’ Holze 78’ Buchheister |

| Arbitro: | Krug |

|                 |           |             |
| Buchheister 20’ | Marcatori | 64’ Dittmer |

| Arbitro: | Neuner |

|                           |           |                 |
| Schlipper 11’ Schacht 82’ | Marcatori | 80’ Buchheister |

| Arbitro: | Assenmacher |

|                         |           |                   |
| Seeliger 20’ Probst 89’ | Marcatori | 26’ (rig.) Moutas |

| Arbitro: | Steinborn |

|            |           |  |
| Wohlert 2’ | Marcatori |  |

| Arbitro: | Brückner |

|                                                           |           |  |
| Gorski 37’ Frąckiewicz 51’ Aden 58’ Lotz 64’ Seeliger 69’ | Marcatori |  |

| Arbitro: | Weber |

|                         |           |                    |
| Steinbach 57’ Linke 78’ | Marcatori | 12’, 39’, 51’ Aden |

| Arbitro: | Kuhne |

|  |           |            |
|  | Marcatori | 79’ Heisig |

| Arbitro: | Domurat |

|                                          |           |                              |
| Spies 22’ Schlotterbeck 32’ Golombek 48’ | Marcatori | 45’ (aut.) Schäfer 75’ Holze |

| Arbitro: | Kuhne |

|                                                          |           |           |
| Schuster 44’ Aden 61’ Scheil 65’ Seeliger 68’ Probst 82’ | Marcatori | 54’ Klopp |

| Arbitro: | Buchhart |

|                        |           |                         |
| Brandts 40’ Bolzek 68’ | Marcatori | 20’, 65’ Aden 50’ Holze |

| Braunschweig 28 settembre 1990, ore 19:00 CEST 12ª giornata | Eintracht Braunschweig | 0 – 0 referto | Rot-Weiss Essen | Stadion an der Hamburger Straße (8 000 spett.)\| Arbitro: \| Lehnardt \| |
| Arbitro:                                                    | Lehnardt               |               |                 |                                                                          |

| Arbitro: | Matheis |

|                        |           |          |
| Täuber 32’ Gutzler 85’ | Marcatori | 48’ Aden |

| Arbitro: | Kriegelstein |

|  |           |             |
|  | Marcatori | 35’ Schüler |

| Berlino 21 ottobre 1990, ore 15:00 CET 15ª giornata | Blau-Weiß Berlin | 0 – 0 referto | Eintracht Braunschweig | Stadio Olimpico (3 000 spett.)\| Arbitro: \| Broska \| |
| Arbitro:                                            | Broska           |               |                        |                                                        |

| Braunschweig 27 ottobre 1990, ore 15:00 CET 16ª giornata | Eintracht Braunschweig | 0 – 0 referto | Meppen | Stadion an der Hamburger Straße (6 000 spett.)\| Arbitro: \| Malbranc \| |
| Arbitro:                                                 | Malbranc               |               |        |                                                                          |

| Arbitro: | Gochermann |

|            |           |  |
| Probst 79’ | Marcatori |  |

| Arbitro: | Rubel |

|          |           |  |
| Todt 71’ | Marcatori |  |

| Arbitro: | Kentsch |

|                                 |           |  |
| Probst 5’ Aden 53’ Seeliger 75’ | Marcatori |  |

#### Girone di ritorno
| Arbitro: | Schmidhuber |

|                   |           |           |
| Geilenkirchen 53’ | Marcatori | 57’ Kober |

| Arbitro: | Albrecht |

|                                                             |           |                           |
| Dittmer 16’ Hecking 42’ Dais 49’ (rig.), 68’ Dickgießer 50’ | Marcatori | 58’ Bjelanov 84’ Seeliger |

| Arbitro: | Gochermann |

|  |           |                |
|  | Marcatori | 82’ Wörsdörfer |

| Arbitro: | Wippermann |

|             |           |  |
| Vollmer 82’ | Marcatori |  |

| Arbitro: | Mölm |

|         |           |  |
| Aden 6’ | Marcatori |  |

| Arbitro: | Best |

|              |           |             |
| Edelmann 40’ | Marcatori | 12’ Schmidt |

| Arbitro: | Blüthgen |

|          |           |             |
| Aden 84’ | Marcatori | 78’ Rusayev |

| Arbitro: | Löwer |

|                                          |           |  |
| Surmann 8’ (rig.) Wójcicki 51’ Eckel 53’ | Marcatori |  |

| Arbitro: | Weber |

|                          |           |                       |
| Buchheister 1’ Holze 38’ | Marcatori | 21’ Spies 67’ Pfahler |

| Arbitro: | Domurat |

|           |           |                                                      |
| Klein 15’ | Marcatori | 14’ Schmidt 29’ Holze 58’ Bjelanov 89’ Geilenkirchen |

| Arbitro: | Fux |

|                                  |           |                      |
| Löchelt 6’ Bjelanov 57’ Aden 72’ | Marcatori | 33’ Bolzek 88’ Weber |

| Arbitro: | Kuhne |

|                                          |           |                 |
| Röber 36’ (rig.), 90’ (rig.) Dezelak 37’ | Marcatori | 35’ Buchheister |

| Arbitro: | Jansen |

|          |           |  |
| Rose 85’ | Marcatori |  |

| Arbitro: | Brückner |

|                                               |           |              |
| Krätzer 9’ Schüler 22’ Kristl 74’ (rig.), 85’ | Marcatori | 42’ Schuster |

| Arbitro: | Schmidt |

|                                            |           |                |
| Buchheister 31’ (rig.) Seeliger 64’ (rig.) | Marcatori | 54’, 90’ Adler |

| Arbitro: | Domurat |

|            |           |  |
| Thoben 90’ | Marcatori |  |

| Arbitro: | Löwer |

|                       |           |  |
| Wollitz 69’ Voigt 87’ | Marcatori |  |

| Arbitro: | Assenmacher |

|                            |           |                        |
| Aden 44’, 77’ Schuster 61’ | Marcatori | 86’ (rig.) Capocchiano |

| Schweinfurt 16 giugno 1991, ore 15:00 CEST 38ª giornata | Schweinfurt 05 | 0 – 0 referto | Eintracht Braunschweig | Sachs-Stadion (1 300 spett.)\| Arbitro: \| Föckler \| |
| Arbitro:                                                | Föckler        |               |                        |                                                       |

### Coppa di Germania
| Arbitro: | Ronig |

|  |           |                 |
|  | Marcatori | 42’ Buchheister |

| Arbitro: | Birlenbach |

|                                                     |           |  |
| Müller 5’ (rig.) Güttler 9’ Lyutiy 44’ Mademann 89’ | Marcatori |  |

## Statistiche

### Statistiche di squadra
| Competizione      | Punti | In casa | In casa | In casa | In casa | In casa | In casa | In trasferta | In trasferta | In trasferta | In trasferta | In trasferta | In trasferta | Totale | Totale | Totale | Totale | Totale | Totale | DR |
| Competizione      | Punti | G       | V       | N       | P       | Gf      | Gs      | G            | V            | N            | P            | Gf           | Gs           | G      | V      | N      | P      | Gf     | Gs     | DR |
| ----------------- | ----- | ------- | ------- | ------- | ------- | ------- | ------- | ------------ | ------------ | ------------ | ------------ | ------------ | ------------ | ------ | ------ | ------ | ------ | ------ | ------ | -- |
| 2. Bundesliga     | 35    | 19      | 9       | 7       | 3       | 31      | 15      | 19           | 3            | 4            | 12           | 22           | 37           | 38     | 12     | 11     | 15     | 53     | 52     | +1 |
| Coppa di Germania | -     | 0       | 0       | 0       | 0       | 0       | 0       | 2            | 1            | 0            | 1            | 1            | 4            | 2      | 1      | 0      | 1      | 1      | 4      | -3 |
| Totale            | 35    | 19      | 9       | 7       | 3       | 31      | 15      | 21           | 4            | 4            | 13           | 23           | 41           | 40     | 13     | 11     | 16     | 54     | 56     | -2 |

### Andamento in campionato
| Giornata  | 1  | 2  | 3  | 4  | 5  | 6 | 7 | 8 | 9  | 10 | 11 | 12 | 13 | 14 | 15 | 16 | 17 | 18 | 19 | 20 | 21 | 22 | 23 | 24 | 25 | 26 | 27 | 28 | 29 | 30 | 31 | 32 | 33 | 34 | 35 | 36 | 37 | 38 |
| --------- | -- | -- | -- | -- | -- | - | - | - | -- | -- | -- | -- | -- | -- | -- | -- | -- | -- | -- | -- | -- | -- | -- | -- | -- | -- | -- | -- | -- | -- | -- | -- | -- | -- | -- | -- | -- | -- |
| Luogo     | T  | C  | T  | C  | T  | C | T | C | T  | C  | T  | C  | T  | C  | T  | C  | C  | T  | C  | C  | T  | C  | T  | C  | T  | C  | T  | C  | T  | C  | T  | C  | T  | C  | T  | T  | C  | T  |
| Risultato | N  | N  | P  | V  | P  | V | V | P | P  | V  | V  | N  | P  | P  | N  | N  | V  | P  | V  | N  | P  | P  | P  | V  | N  | N  | P  | N  | V  | V  | P  | V  | P  | N  | P  | P  | V  | N  |
| Posizione | 10 | 12 | 12 | 10 | 12 | 7 | 7 | 9 | 12 | 8  | 7  | 9  | 11 | 13 | 13 | 13 | 11 | 12 | 11 | 10 | 10 | 13 | 14 | 13 | 12 | 12 | 14 | 14 | 14 | 12 | 13 | 12 | 13 | 12 | 13 | 15 | 13 | 13 |

Legenda:

Luogo: C = Casa; T = Trasferta. Risultato: V = Vittoria; N = Pareggio; P = Sconfitta.

### Statistiche dei giocatori
| Giocatore        | 2. Bundesliga | 2. Bundesliga | 2. Bundesliga | 2. Bundesliga | Coppa di Germania | Coppa di Germania | Coppa di Germania | Coppa di Germania | Totale   | Totale | Totale      | Totale     |
| Giocatore        | Presenze      | Reti          | Ammonizioni   | Espulsioni    | Presenze          | Reti              | Ammonizioni       | Espulsioni        | Presenze | Reti   | Ammonizioni | Espulsioni |
| ---------------- | ------------- | ------------- | ------------- | ------------- | ----------------- | ----------------- | ----------------- | ----------------- | -------- | ------ | ----------- | ---------- |
| H. Aden          | 35            | 14            | 2             | 0             | 2                 | 0                 | 0                 | 0                 | 37       | 14     | 2           | 0          |
| C. Alrutz        | 9             | 0             | 1             | 0             | 1                 | 0                 | 0                 | 0                 | 10       | 0      | 1           | 0          |
| I. Bjelanov      | 9             | 3             | 0             | 0             | 0                 | 0                 | 0                 | 0                 | 9        | 3      | 0           | 0          |
| B. Buchheister   | 32            | 6             | 13            | 0             | 2                 | 1                 | 0                 | 0                 | 34       | 7      | 13          | 0          |
| J. Frąckiewicz   | 10            | 1             | 0             | 0             | 1                 | 0                 | 0                 | 0                 | 11       | 1      | 0           | 0          |
| R. Geilenkirchen | 16            | 2             | 0             | 0             | 0                 | 0                 | 0                 | 0                 | 16       | 2      | 0           | 0          |
| B. Gorski        | 32            | 1             | 7             | 0             | 2                 | 0                 | 1                 | 0                 | 34       | 1      | 8           | 0          |
| M. Hain          | 0             | 0             | 0             | 0             | 0                 | 0                 | 0                 | 0                 | 0        | 0      | 0           | 0          |
| U. Hain          | 38            | 0             | 1             | 0             | 2                 | 0                 | 1                 | 0                 | 40       | 0      | 2           | 0          |
| S. Holze         | 26            | 5             | 5             | 0             | 1                 | 0                 | 0                 | 0                 | 27       | 5      | 5           | 0          |
| O. Lerch         | 0             | 0             | 0             | 0             | 0                 | 0                 | 0                 | 0                 | 0        | 0      | 0           | 0          |
| J. Limam         | 19            | 0             | 1             | 0             | 0                 | 0                 | 0                 | 0                 | 19       | 0      | 1           | 0          |
| R. Lotz          | 15            | 1             | 2             | 0             | 1                 | 0                 | 0                 | 0                 | 16       | 1      | 2           | 0          |
| P. Lux           | 13            | 0             | 3             | 0             | 0                 | 0                 | 0                 | 0                 | 13       | 0      | 3           | 0          |
| T. Löchelt       | 21            | 1             | 3             | 1             | 2                 | 0                 | 0                 | 1                 | 23       | 1      | 3           | 2          |
| S. Meißner       | 2             | 0             | 0             | 0             | 0                 | 0                 | 0                 | 0                 | 2        | 0      | 0           | 0          |
| G. Naumann       | 1             | 0             | 0             | 0             | 0                 | 0                 | 0                 | 0                 | 1        | 0      | 0           | 0          |
| A. Pospich       | 31            | 0             | 1             | 0             | 2                 | 0                 | 0                 | 0                 | 33       | 0      | 1           | 0          |
| U. Probst        | 37            | 4             | 4             | 0             | 2                 | 0                 | 0                 | 0                 | 39       | 4      | 4           | 0          |
| O. Rose          | 13            | 1             | 1             | 0             | 0                 | 0                 | 0                 | 0                 | 13       | 1      | 1           | 0          |
| M. Scheike       | 2             | 0             | 0             | 0             | 0                 | 0                 | 0                 | 0                 | 2        | 0      | 0           | 0          |
| H. Scheil        | 25            | 1             | 7             | 1             | 1                 | 0                 | 1                 | 0                 | 26       | 1      | 8           | 1          |
| T. Schmidt       | 33            | 2             | 12            | 0             | 2                 | 0                 | 0                 | 0                 | 35       | 2      | 12          | 0          |
| D. Schuster      | 35            | 4             | 7             | 0             | 2                 | 0                 | 0                 | 0                 | 37       | 4      | 7           | 0          |
| T. Seeliger      | 32            | 6             | 4             | 0             | 2                 | 0                 | 1                 | 0                 | 34       | 6      | 5           | 0          |
| M. Tischler      | 1             | 0             | 0             | 0             | 0                 | 0                 | 0                 | 0                 | 1        | 0      | 0           | 0          |